# Erythroxylum guatemalense
Erythroxylum guatemalense là một loài thực vật có hoa trong họ Erythroxylaceae. Loài này được Lundell mô tả khoa học đầu tiên năm 1971.